# Ochicanthon ceylonicus
Ochicanthon ceylonicus là một loài bọ cánh cứng trong họ Bọ hung (Scarabaeidae).